# Riesenmuscheln
Die Riesenmuscheln (Tridacninae) sind eine Muschel-Unterfamilie, die zur Familie der Herzmuscheln (Cardiidae) und damit zur Ordnung Cardiida gestellt werden. Die ältesten Vertreter der Familie stammen aus dem Ypresium (Eozän, Paläogen).

## Merkmale
Die Große Riesenmuschel (Tridacna gigas) ist die größte aller bekannten Muschelarten. Sie kann eine Länge von bis zu 140 cm und eine Körpermasse von bis zu 400 kg erreichen. Alle Riesenmuscheln leben im indo-pazifischen Raum und besiedeln Korallenriffe. Sie leben mit Symbiosealgen zusammen, die in ihren Mantellippen leben und die Muschel mit organischer Substanz und Sauerstoff versorgen. Die Grabende Riesenmuschel (Tridacta maxima), auch Kleine Riesenmuschel genannt, erreicht hingegen nur eine Größe von maximal 40 cm und ist daher besonders bei Aquarienbesitzern beliebt. Sie weist, zusammen mit der Schuppigen Riesenmuschel (Tridacna squamosa), die größte Verbreitung aller Riesenmuscheln auf, die vom Roten Meer bis zu den Pitcairn-Inseln im östlichen Pazifik reicht. ihre größte Konzentration befindet sich im östlichen Tuamotu-Archipel.
Wie andere Weichtiere sind Riesenmuscheln Hermaphroditen, das heißt, sie bilden sowohl männliche als auch weibliche Geschlechtsorgane aus. Durch die zeitlich versetzte Abgabe von Samenzellen und Eiern verringert sich die Wahrscheinlichkeit einer Selbstbefruchtung.

## Gefährdung
Seit einiger Zeit sind die Riesenmuscheln wegen Überfischung, Umweltverschmutzung und als Folge des Klimaphänomens El Niño vom Aussterben bedroht und stehen auf der Liste des Washingtoner Artenschutzübereinkommens. Man versucht heute durch gezielte Züchtung wenigstens einige der Arten zu erhalten.

## Riesenmuscheln und der Mensch

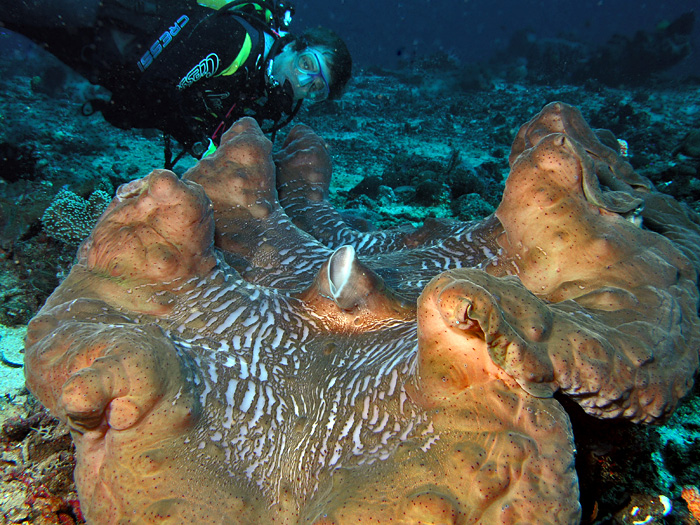
Große Riesenmuschel (Tridacna gigas) bei Metinaro (Osttimor)

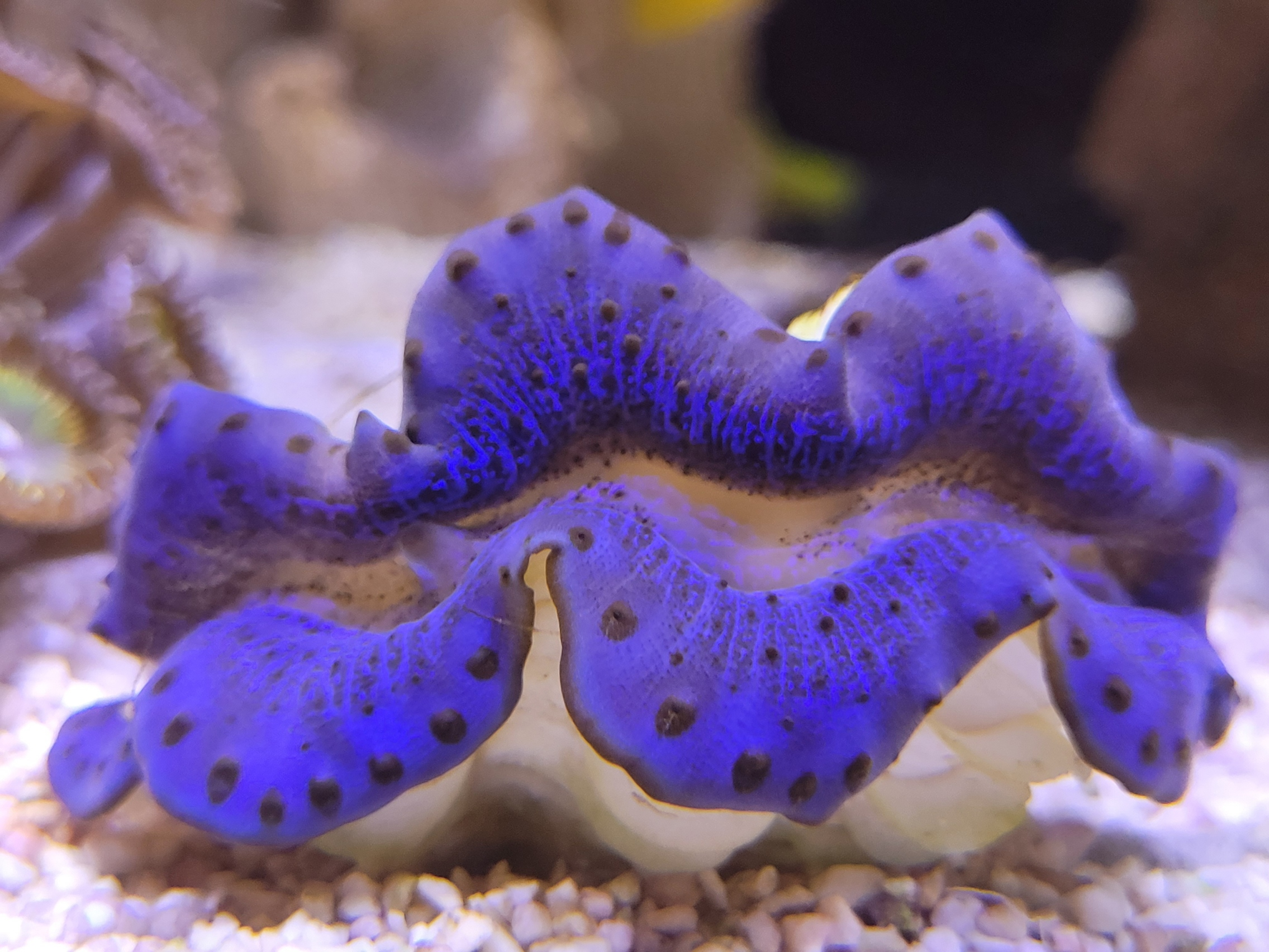
Grabende Riesenmuschel (Tridacna maxima) im Aquarium

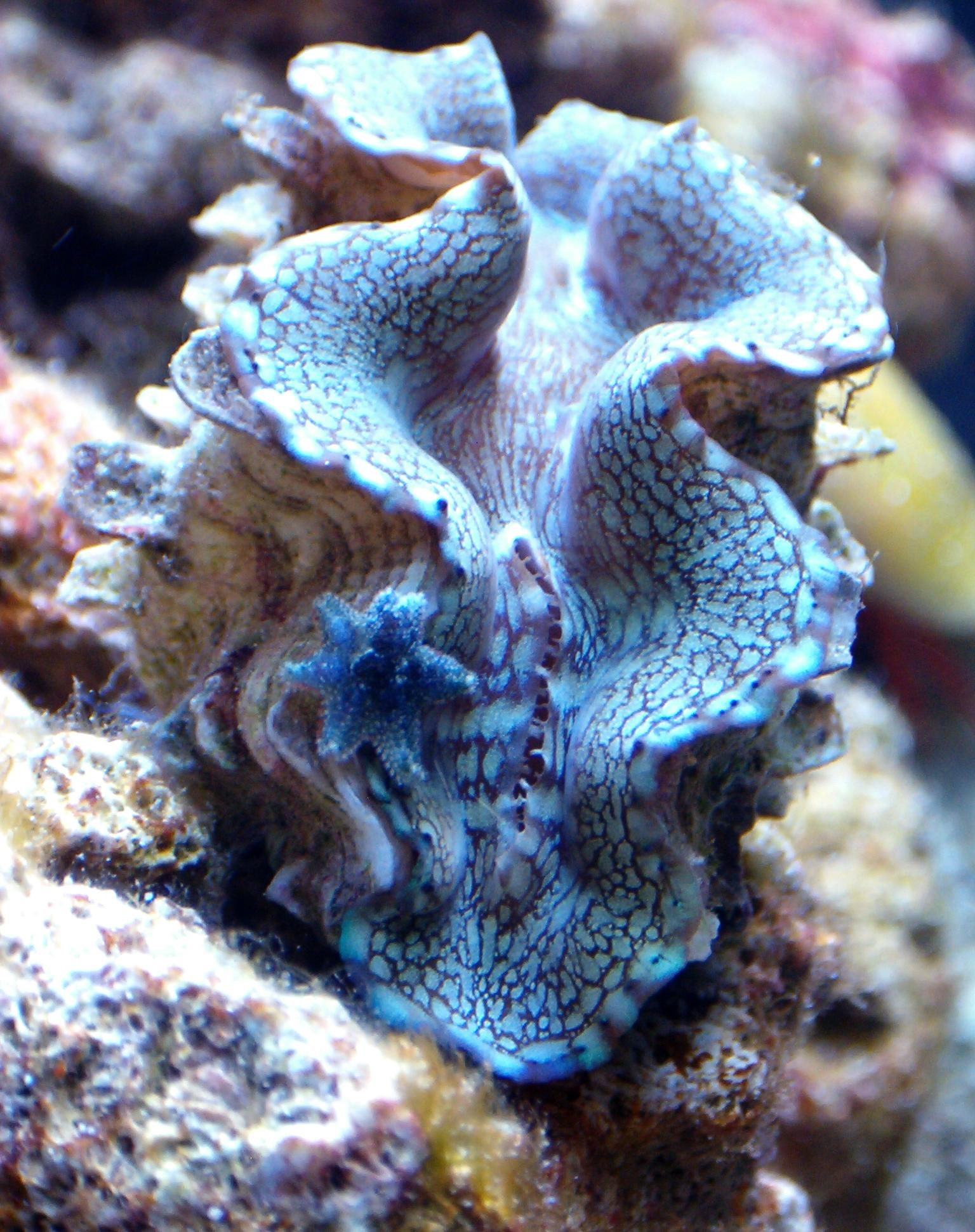
Schuppige Riesenmuschel (Tridacna squamosa)

Um die Riesenmuscheln ranken sich verschiedene Mythen. Bis heute werden sie auch immer wieder „Mördermuscheln“ genannt, weil ihnen – fälschlicherweise – nachgesagt wird, sie würden nach Tauchern oder anderen Lebewesen schnappen und diese in der Tiefe halten. Tatsächlich ist die Schließbewegung der Muscheln recht langsam. Im asiatischen Raum ist der Glaube verbreitet, dass der Verzehr des Muschelfleisches, insbesondere des Schließmuskels, aphrodisierende Wirkung habe. Daher sind dort die Bestände wegen Überfischung bedroht.

## Systematik
Das Taxon wurde 1819 von Jean-Baptiste de Lamarck aufgestellt. Es wurde lange Zeit sogar als Überfamilie zur Ordnung Venerida gestellt. Die MolluscaBase wertet das Taxon aufgrund molekularbiologischer Untersuchungen nur noch als Unterfamilie der Herzmuscheln (Cardiidae). Derzeit werden 13 Arten in zwei Gattungen unterschieden:
- Unterfamilie Riesenmuscheln (Tridacninae)
  - Gattung Hippopus
    - Hippopus hippopus
    - China-Riesenmuschel (Hippopus porcellanus)

  - Gattung Tridacna
    - Tridacna costata[5]
    - Eingewachsene Riesenmuschel (Tridacna crocea)
    - Glatte Riesenmuschel (Tridacna derasa)
    - Tridacna elongatissima[6]
    - Große Riesenmuschel (Tridacna gigas)
    - Tridacna lorenzi[6]
    - Grabende Riesenmuschel (Tridacna maxima)
    - Teufelsmuschel (Tridacna mbalavuana) (Syn.: T. tevoroa)[7]
    - Tridacna rosewateri[6]
    - Schuppige Riesenmuschel (Tridacna squamosa)
    - Tridacna squamosina[5]

## Galerie

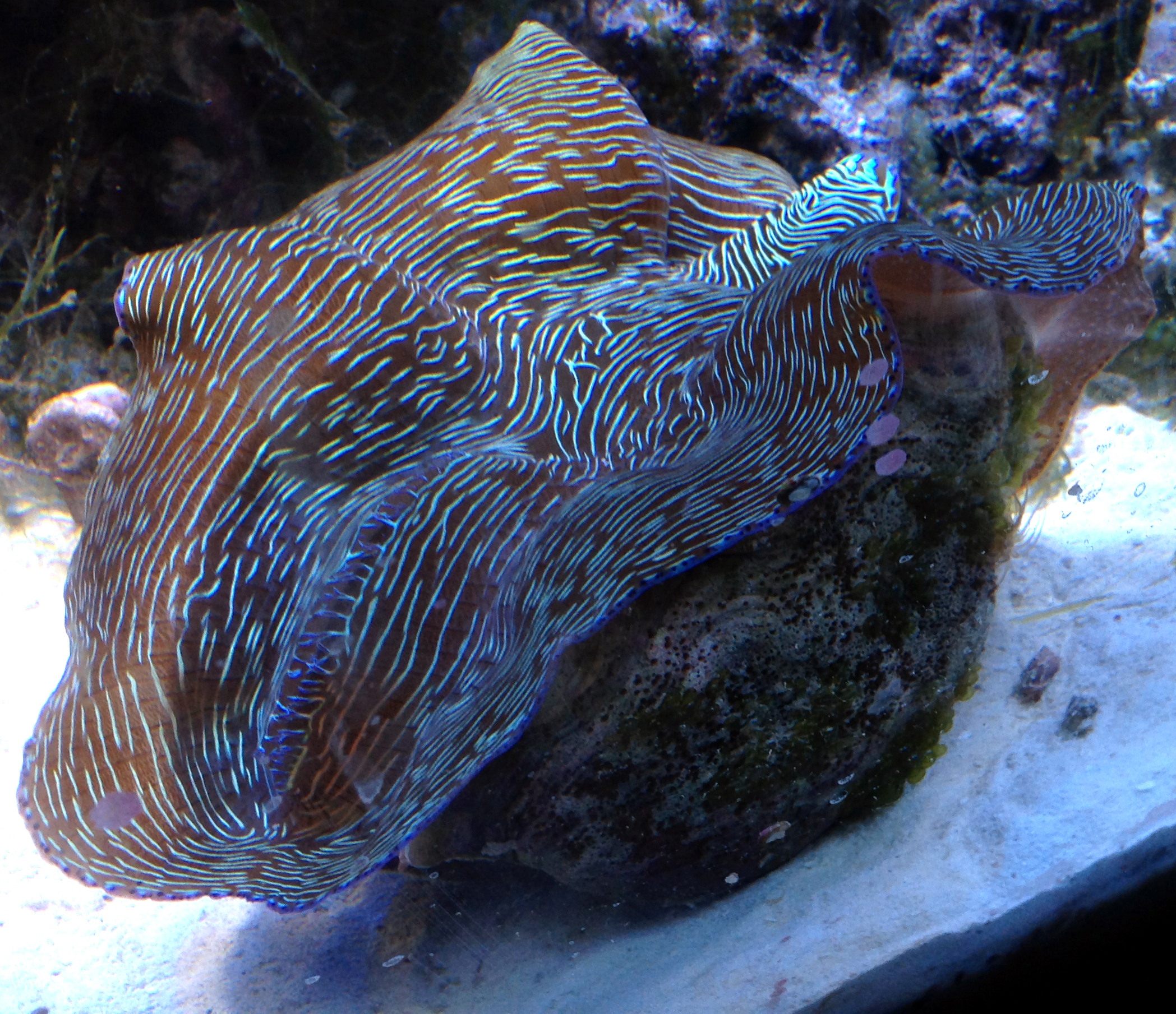
Glatte Riesenmuschel im Aquarium
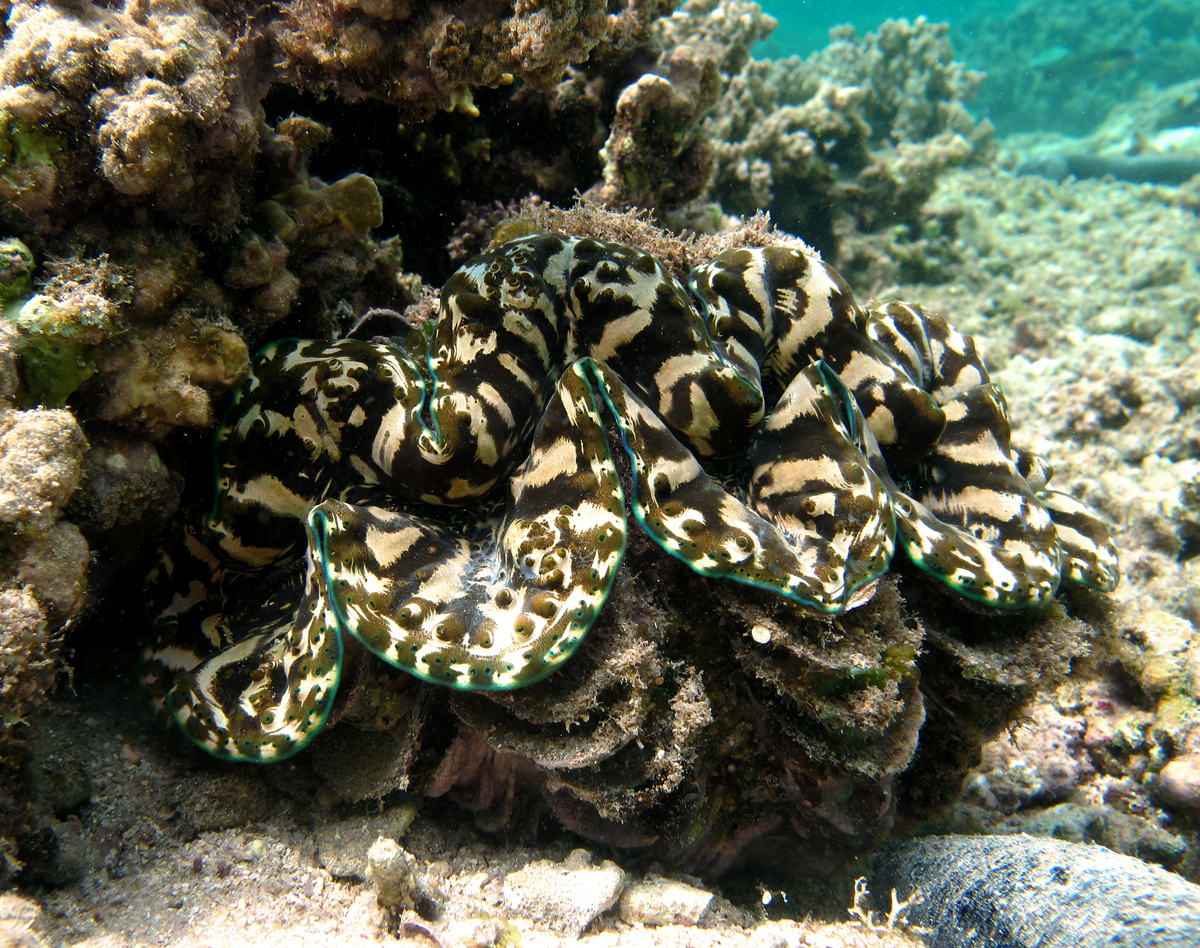
Tridacna squamosa (La Réunion)
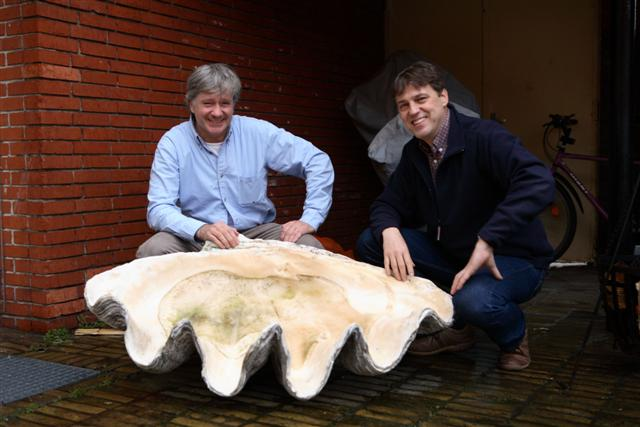
Tridacna gigas
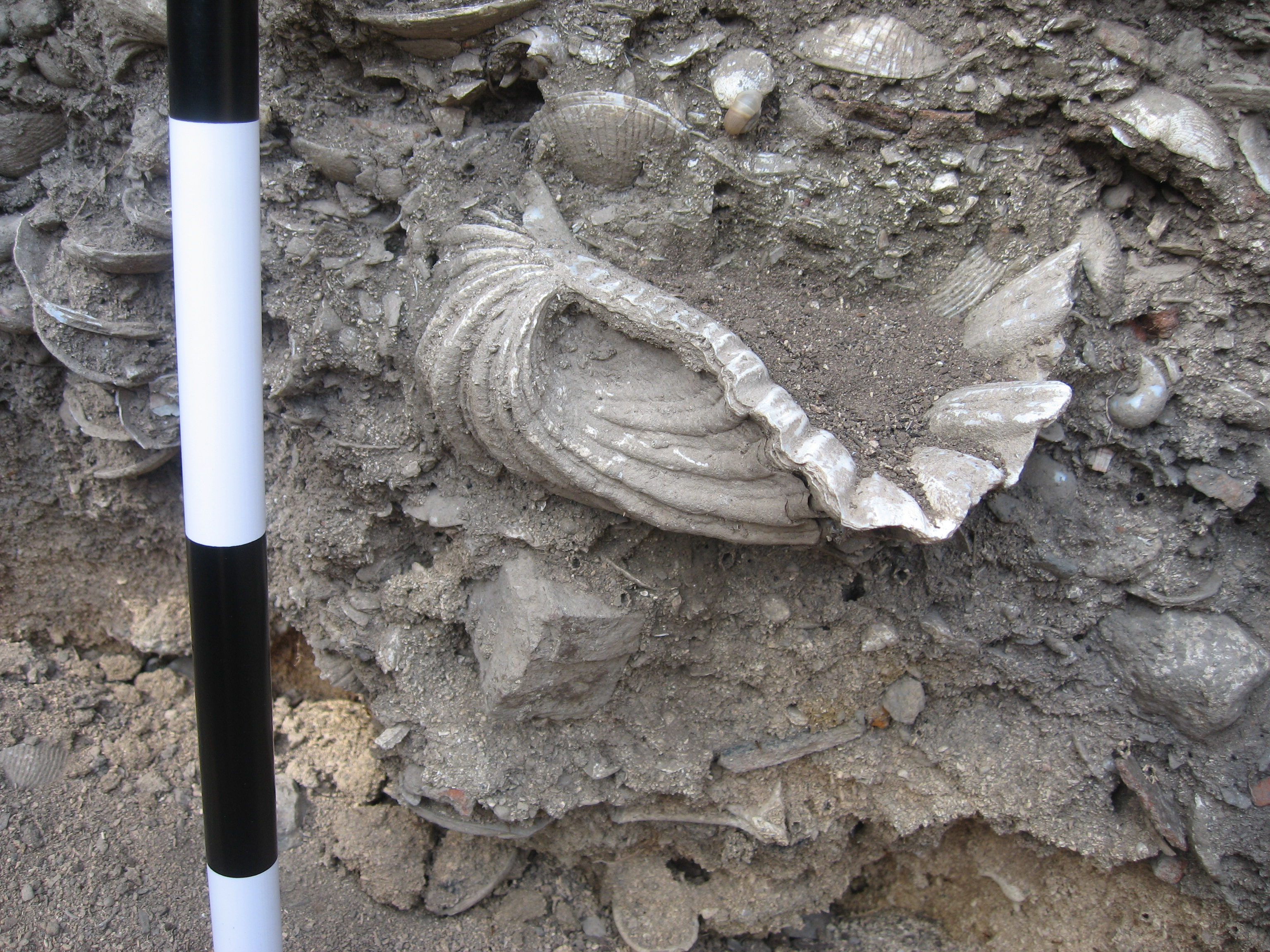
2800 Jahre alte Hippopus hippopus in Bourewa, Fidschi
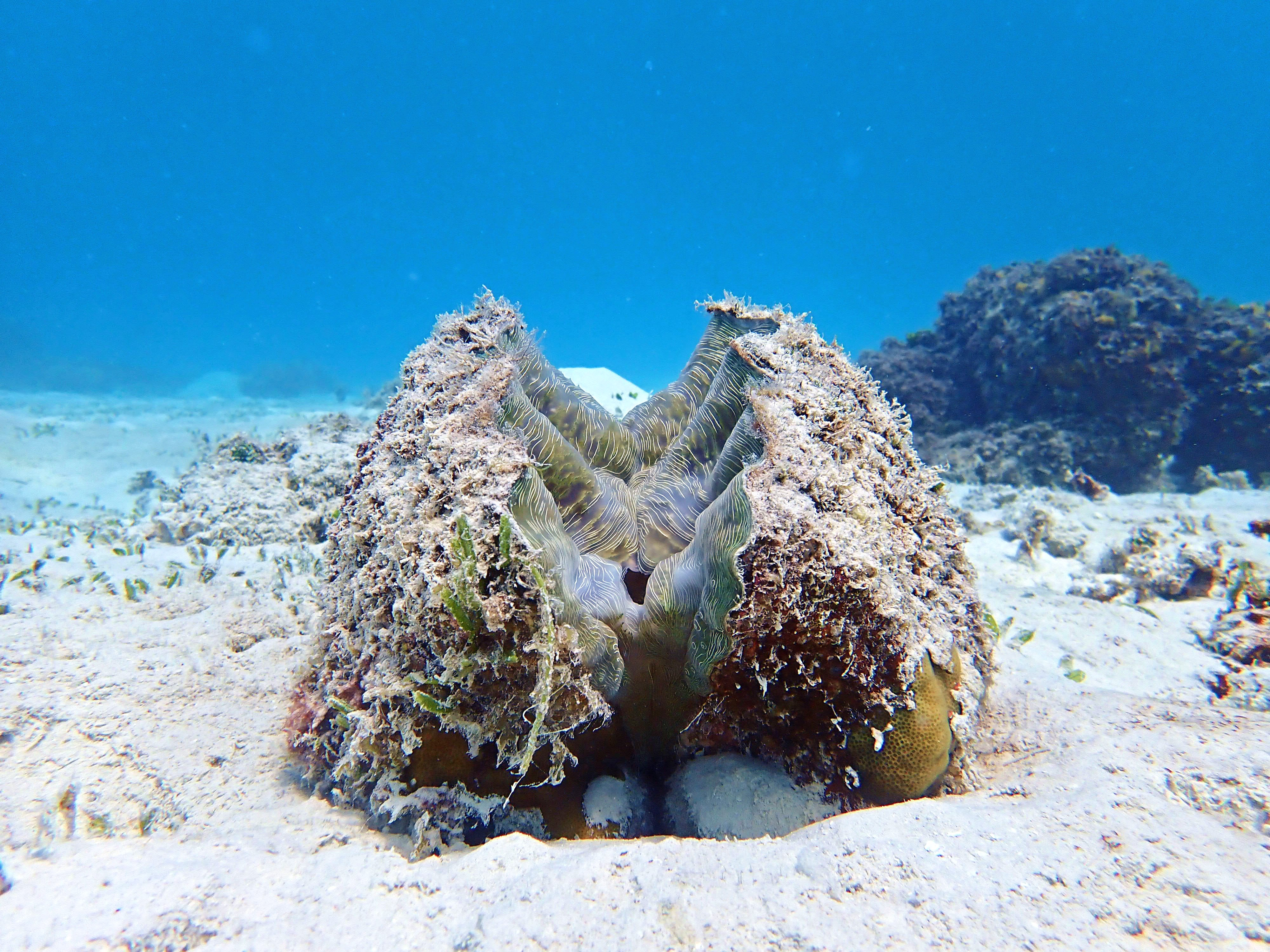
Hippopus hippopus (Vanuatu)
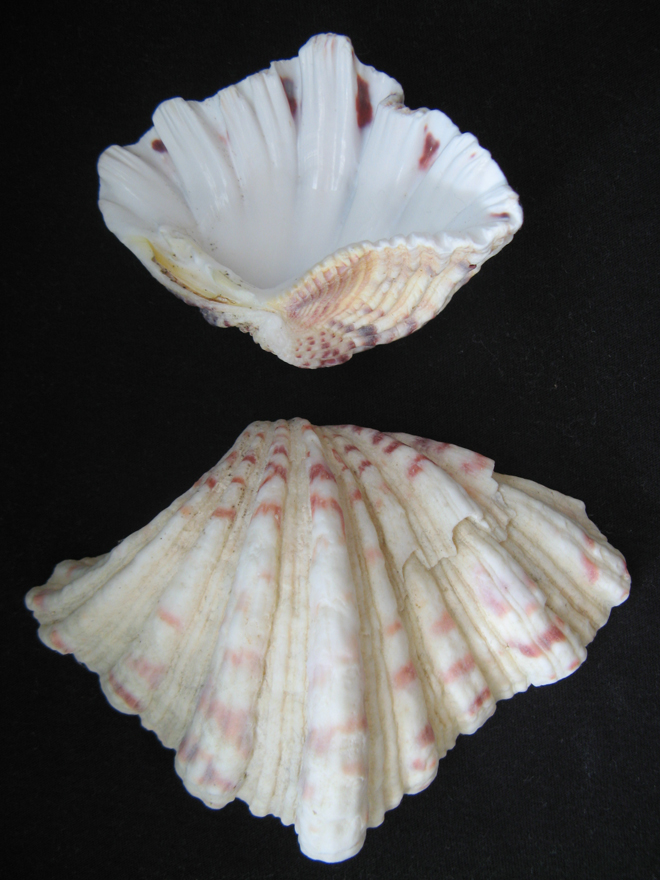
Hippopus hippopus

## Belege